# Вулкан (гекбот, 1727)
«Вулкан» — гекбот Каспийской флотилии Российской империи, один из гекботов типа «Астрахань».

## Описание судна
Парусный трёхмачтовый гекбот с деревянным корпусом, один из 41 гекбота типа «Астрахань», строившийся в Казани и Нижнем Новгороде с 1722 по 1727 год. Длина судна составляла 30,48—30,5 метра, а ширина 8,2—8,23 метра.
Губернатор Астраханской губернии А. П. Волынский так писал Петру I об увиденных им в 1723 году 30 гекботах типа «Астрахань»: «Все гекботы так хороши, власно как бы фрегаты... все лучше того на котором изволили прошлаго года ходить Ваше Величество». Гекбот «Вулкан» к тому времени построен ещё не был, однако строился по тому же проекту.
Второй из двух гекботов Каспийской флотилии, носивших это наименование, первый одноименный гекбот того же типа был построен в 1723 году.

## История службы
Гекбот «Вулкан» был заложен на стапеле Казанского адмиралтейства и после спуска на воду в 1727 году вошёл в состав Каспийской флотилии России.